# Przemysł mineralny
Przemysł mineralny jest gałęzią przemysłu przetwórczego, zajmującą się przetwarzaniem surowców skalnych. Do najważniejszych produktów przemysłu mineralnego należą materiały budowlane (w tym kamienie budowlane), spoiwa wiążące oraz wyroby ceramiczne.
Gałęzie tego przemysłu to:
- przemysł materiałów budowlanych
- przemysł szklarski
- przemysł ceramiki szlachetnej